# Afyonkarahisar (provincie)
Provincie Afyonkarahisar (někdy též nazývaná Afyon) je tureckou provincií, nacházející se v západní části Malé Asie. Hlavním městem provincie je Afyonkarahisar.

## Administrativní členění
Provincie Afyonkarahisar se administrativně člení na 10 distriktů:
- Afyonkarahisar
- Başmakçı
- Bayat
- Bolvadin
- Çay
- Çobanlar
- Dazkırı
- Dinar
- Emirdağ
- Evciler
- Hocalar
- İhsaniye
- İscehisar
- Kızılören
- Sandıklı
- Sinanpaşa
- Sultandağı
- Şuhut